# Yunganastes fraudator
Yunganastes fraudator es una especie de anfibio anuro de la familia Craugastoridae.

## Distribución geográfica
Esta especie es endémica del departamento de Cochabamba de Bolivia. Habita en la provincia de Chapare en La Siberia entre los 2050 y 2900 m de altitud.

## Publicación original
- Lynch & McDiarmid, 1987 : Two new species of Eleutherodactylus (Amphibia: Anura: Leptodactylidae) from Bolivia. Proceedings of the Biological Society of Washington, vol. 100, n.º 2, p. 337-346[5]